# Izabiełła Jurjewa
Izabiełła Daniłowna Jurjewa (ros. Изабелла Даниловна Юрьева) (ur. 7 września 1899 lub w 1902 w Rostowie nad Donem, zm. 20 stycznia 2000) – pieśniarka rosyjska.
Zadebiutowała w teatrze w Rostowie nad Donem pieśnią „По старой Калужской дороге” w 1920. W 1922 podczas pobytu w Moskwie została usłyszana przez ważnego akompaniatora A. Taskina. Ten oszołomiony jej głosem kazał jej nauczyć się do następnego dnia piosenek, by wystąpić na estradzie. W 1925 podczas tournée w ważniejszych miastach Rosji Moskwie i Leningradzie poznała swojego męża.
W 1926 udało jej się wyjechać z mężem do Paryża, gdzie wystąpiła w Olympii. Wywarła tak potężne wrażenie, że zaproponowano jej występ w filmie. Musiała jednakże odmówić i wracać do ZSRR.
W następnych latach Jurjewa cierpiała na depresję z powodu śmierci krótko żyjącego synka Wołodii, urodzonego z wrodzoną wadą serca. Pieśniarka nie przestała jednak śpiewać, a zainteresowanie jej talentem coraz bardziej rosło. W 1937 została zaproszona na Kreml, gdzie spotkała się z Michaiłem Kalininim, radzieckim politykiem. Prawdopodobnie starała się wpłynąć na decyzję o zakazie śpiewania romansów i zachodniej muzyki w Związku Radzieckim.
Wyciszana i krytykowana za „burżuazyjność” rezygnuje z dalszej kariery estradowej w 1966. Wtedy umiera jej mąż, Arkadjew.
Dopiero w 1992 została doceniona w koncercie z okazji 90. urodzin. Zadziwiający dla tamtejszej widowni był fakt, że na koncercie śpiewała sama 90-letnia Izabiełła Jurjewa. Rosyjskie władze doceniając długo wyciszany talent Jurjewy nazwały ją Wszechnarodową Artystką Rosji. Pieśniarka śpiewała także na 95 lecie swe najbardziej znane pieśni- między innymi Он уехал i rosyjską wersję tango Scrivimi. Do końca życia przeprowadzano z nią wywiady, w których wspominała swą niegdysiejszą karierę, niejako przywracając jakąkolwiek wiedzę o swoich wyciszanych przez władze interpretacjach.
Izabiełła Jurjewa została zupełnie pominięta przez Zachodnią estradę pomimo znaczących kreacji. Zmarła w 2000 w Rostowie.